# Rio Mataje
O rio Mataje é um rio do Equador e Colómbia, pertencente à vertente do Pacífico e que ao longo de aproximadamente metade do seu trajeto define a fronteira Colômbia-Equador.
O rio desagua na baía Ancón de Sardinas,, onde começa a fronteira marítima entre a Colômbia e o Equador.